# Almindelig buksbom
Almindelig buksbom (Buxus sempervirens) er en lille, stedsegrøn busk med en afrundet og stivgrenet vækst. Den dyrkes ofte på grund af de blanke, læderagtige blade, men også fordi den tåler hård beskæring og formklipning.

## Beskrivelse
Almindelig buksbom har en stivgrenet, åben og rund vækstform. Barken er først grøn og hårklædt. Senere bliver den gulgrøn og furet, og til sidst er den grå og let stribet. Knopperne er modsatte, tiltrykte og ægformede med grønne skæl. Bladene er ovale til næsten runde og læderagtige med hel rand og en indskæring dér, hvor spidsen burde være. Oversiden er skinnende og friskt grøn, mens undersiden er mat lysegrøn.
Blomsterne sidder samlet i hoveder ved bladhjørnerne. De er gulgrønne med en behagelig duft (som kun ca. 20 % af befolkningen kan fornemme). Frugten er en trerummet kapsel. Frøene modner kun i de allervarmeste somre her i landet.
Rodnettet består af nogle få, dybtgående og vidt udbredte hovedrødder, som bærer tæt forgrenede siderødder. Veddet er meget hårdt.
Højde x bredde og årlig tilvækst: 3 x 3 m (5 x 5 cm/år), i Portugal og Kaukasus findes dog helt træagtige eksemplarer. Disse mål kan fx anvendes, når arten udplantes.

## Hjemsted
Almindelig buksbom hører hjemme i Nordafrika, Mellemøsten, Lilleasien, Kaukasus og det sydlige og centrale Europa. Artens nordgrænse er i det sydlige England. Overalt trives den i halvskygge som underskov under især egearter på let fugtig og stenet, kalkrig bund.
I højder op til 900 m på nordsiden af Alborz-kæden i det nordlige Iran findes der blandede løvskove med arter fra Middelhavsområdet og Centralasien. Her vokser arten i op til 10 m højde som underskov sammen med bl.a. Oliven, Cotoneaster racemiflora (en art af Dværgmispel), Fransk Løn, Hjortetunge, Jasminum fruticans (en art af jasmin), Kastanje-Eg, Kaukasisk Vingevalnød, Kaukasisk Zelkova, Kristustorn, Orientalsk avnbøg, Orientalsk Bøg, Papegøjebusk, Pteris arguta (en art af Vingebregne), Smilax excelsa (en art af Sarsaparil) og Ægte Cypres.

## Sygdomme og skadedyr
Almindelig buksbom angribes under haveforhold af to sygdomme, der begge fører til visnen og død i større eller mindre grenpartier: Buksbomgrentørre (Volutella buxi) og Buksbomkvistdød (Cylindrocladium buxicole).
Et skadedyr, der spredes gennem Buxus sempervirens er Cydalima perspectalis, buksbomhalvmøllet. En anden art af buksbom, B. microphylla er mere udsat for angreb af C. perspectalis end B. sempervirens.
- Buksbom angrebet af buksbomhalvmøl
- Detalje af afløvning forårsaget af buksbomhalvmøl
- Larve af buksbomhalvmøl
- Voksne buksbomhalvmøl tiltrukket af lampe

## Giftighed
Almindelig Buksbom afgiver stoffer til jorden, som får andre planter (særligt Lyng-arter og Rhododendron) til at mistrives. Hele planten er giftig.

## Galleri
|  |  |  |
|  |  |  |